# Hobbs
Hobbs is een plaats (city) in de Amerikaanse staat New Mexico, en valt bestuurlijk gezien onder Lea County.

## Demografie
Bij de volkstelling in 2000 werd het aantal inwoners vastgesteld op 28.657.
In 2006 is het aantal inwoners door het United States Census Bureau geschat op 29.292, een stijging van 635 (2,2%).

## Geografie
Volgens het United States Census Bureau beslaat de plaats een oppervlakte van
49,0 km², geheel bestaande uit land.

## Plaatsen in de nabije omgeving
De onderstaande figuur toont nabijgelegen plaatsen in een straal van 48 km rond Hobbs.